# 中啓
中啓（ちゅうけい）とは、扇の一種。末広（すえひろ）ともいう。

## 解説
中啓は親骨が要よりも外側に反ったかたちをしており、折りたたんだ時、銀杏の葉のように扇の上端がひろがる。「啓」とは「啓く」（ひらく : 開く）という意味で、折り畳んでいながら上端が「中ば（半ば）啓く」という状態から中啓と名付けられた。
日本で発明された扇はもともと骨の片面に紙を貼ったもので、これは開くと扇の裏面に骨が露出するという形式であった。日本の扇が中国に輸出されると、中国では両面に紙を貼る形態に改造された。これが日本に逆輸入され、日本でも室町時代には両面に紙を貼ったものが作られるようになったが、そうすると畳んだ時の厚みが倍となるので、おのずと扇の上端が広がる格好となる。これが中啓の起りである。そののち扇の製法が進み、両面貼りでも現在見られる末が広がらない扇（これを沈折〈しずめおり〉という）が造られるようになるが、中啓は末の開いたままの状態を維持し、公家や武家において笏のように儀礼の具とした。公家では檜扇を扇の中でもっとも正式なものとしたが、中啓はその檜扇に次ぐものとされ、徳川家をはじめとする大名家では直垂・布衣・大紋着用の際の持ち物とされた。また能や狂言、さらに歌舞伎の舞台でも使われ現在に及んでいる。なお朝廷や公家においては中啓は末広と呼ばれたが、武家や能狂言等で使うものとは微妙に形式が異なりそれらとは区別されたという。
神社でも神職が、神事で中啓を使用する。帖紙に中啓を添えて懐中したり、神葬祭の遷霊儀式で打ち鳴らしたりする。また、白竹、鈍色、黒色、朱色などのタイプがあり、ぼんぼり、ぼんぼり扇とも呼ぶ。また出雲大社では神職が笏の代用とする風習もある。